# کیریشیتان
کیریشیتان (به ژاپنی: 吉利支丹, 切支丹, キリシタン, きりしたん Kirishitan) منشأ گرفته از واژهٔ cristão در زبان پرتغالی، اشاره به مسیحیان کلیسای کاتولیک در زبان ژاپنی دارد و در متون ژاپنی به عنوان یک اصطلاح تاریخنگاری برای کاتولیک‌های رومی در ژاپن در سدهٔ ۱۶ و ۱۷ میلادی مورد استفاده قرار می‌گیرد.